# 琴山河合

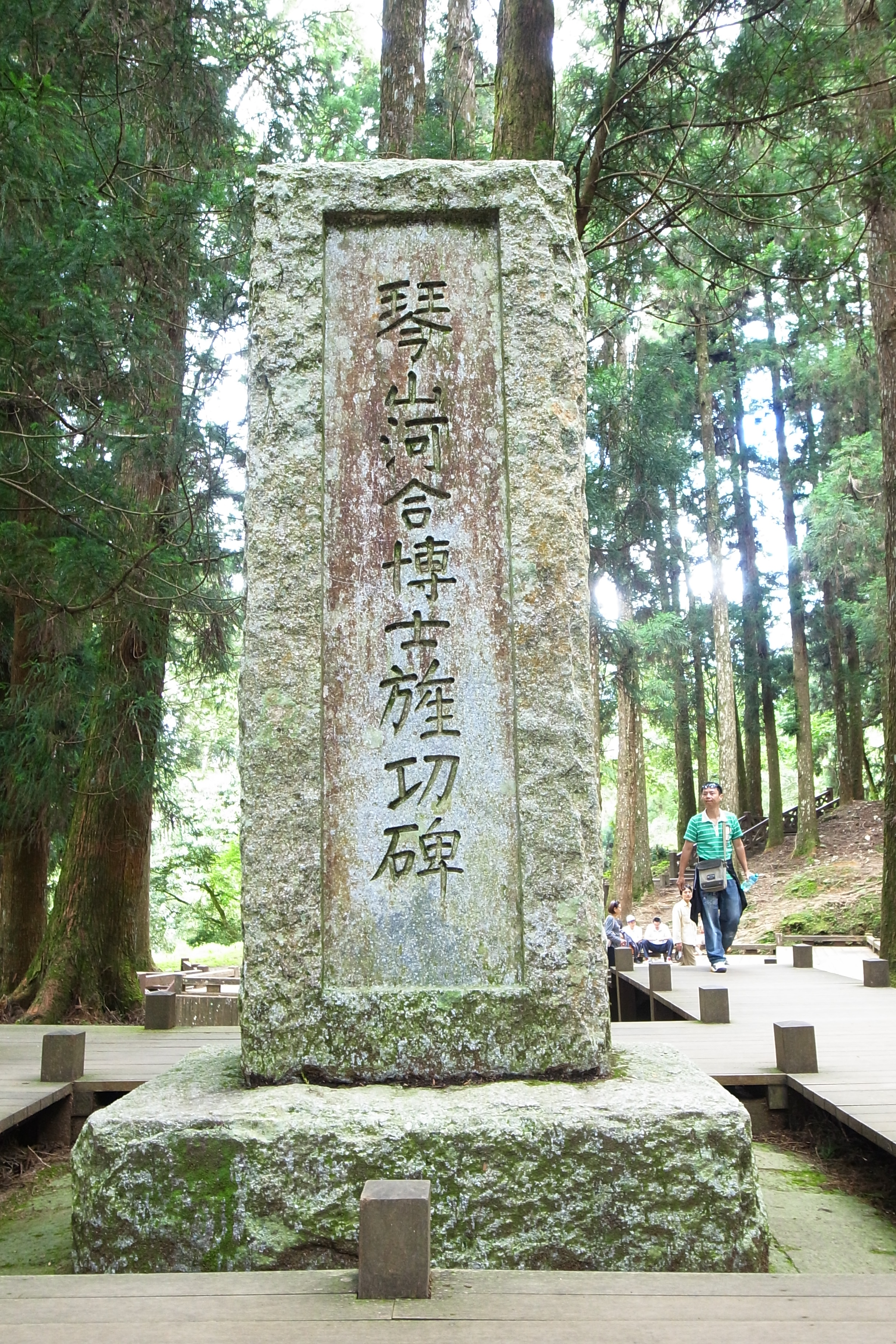
琴山河合博士旌功碑（「博」の字の右上払い点がなく、「功」の字の右旁の「力」が「刀」なのは本人の慎ましさを表しているといわれている。

琴山河合（きんざんかわい、1865年8月6日（慶応元年6月15日） - 1931年（昭和6年）3月14日）は日本の林学者。本名は河合鈰太郎（かわいしたろう）。日本統治時代の台湾において阿里山森林資源の開発と、その手段として世界有数の登山鉄道阿里山森林鉄路の建設を提唱した。その功績から「阿里山開発の父」と呼ばれている。

## 人物
1865年、尾張国名古屋（現・愛知県名古屋市）で出生。明治23年（1890年）帝国大学農科大学（現東京大学大学院農学生命科学研究科・農学部）林学科を卒業。明治30年（1897年）、東京帝国大学助教授に就任し、同年ドイツ、オーストリアへ留学、西側先進国の森林開発と営林制度を学ぶ。このとき後藤新平と知り合う。
明治32年（1899年）博士号を取得、明治36年（1903年）に帰国し東京帝国大学教授に就任、林学博士だった河合は台湾総督府で民政長官となった後藤の招聘で1902年5月より阿里山の調査を開始。嘉義から公田（現番路郷）、十字路、達邦（現阿里山郷）を経由して阿里山に到達、その森林が材木として高品質で資源量も充分だと見出し、日本による森林開発に可能性を前進させた。
報告を受けた後藤も開発に前向きとなった。しかし平地からの距離と2,000メートル以上の高低差は河合のこれまでの経験を以ってしても未知の領域であり、留学先で視察したレーティッシュ鉄道アルブラ線などの手法をそのまま持ち込むことは困難であった。

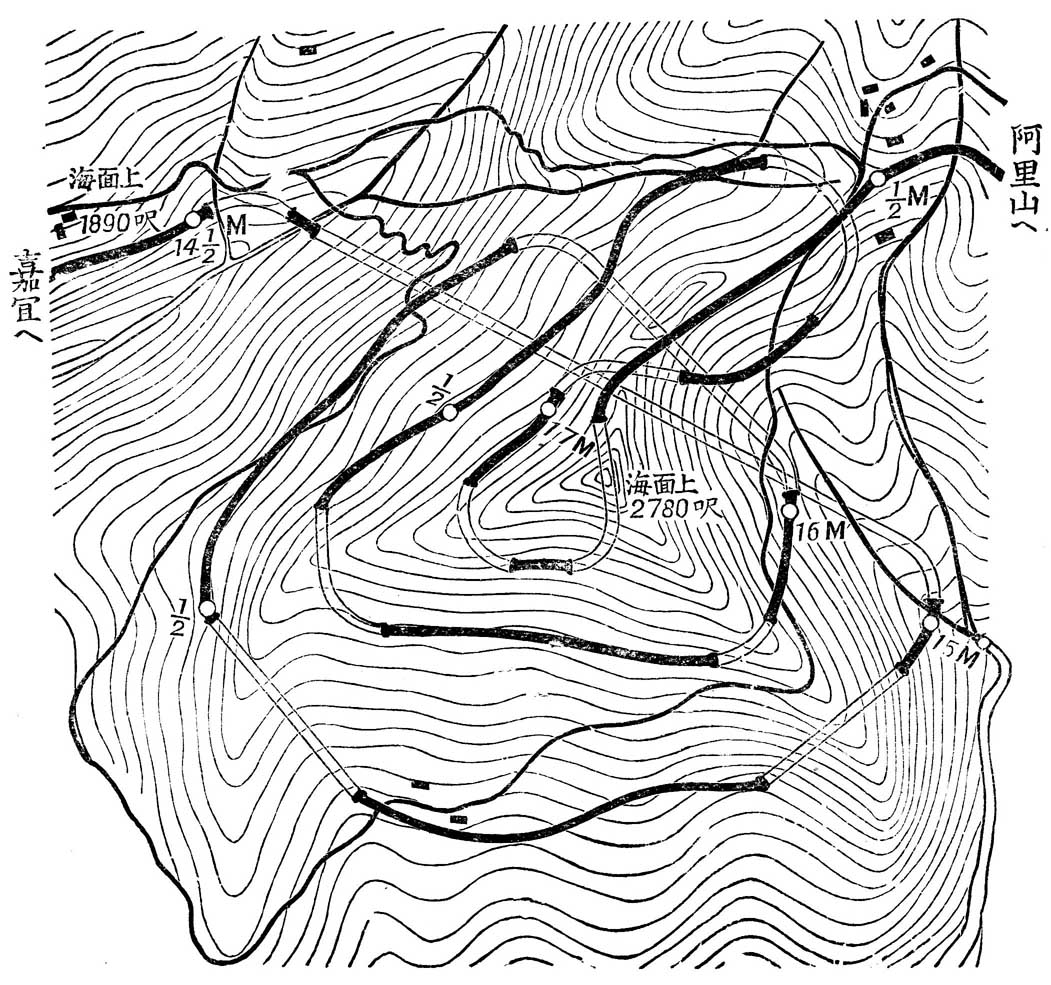
独立山駅周辺のスパイラルループ線と8の字ループ

設計にかなり苦労したが、ある日、土木工学とは無縁な農夫との雑談で傍にいたカタツムリをヒントにその渦のように何重も旋回させればどうかという提案を受け、スパイラル・ループ線による登坂を閃いた。これが阿里山線最大の特徴ともいえる独立山の三重スパイラルループである。また別の日に同じ農夫に会い、頂上での8の字ループを組み合わせるに至ったという。
長谷川謹介らの総督府側はラック式鉄道による登坂に積極的で、河合は頑としてループ線案を譲らなかったが、高コストなことが要因で、1904年に帝国議会で河合案は否決されてしまう。1906年に藤田組による民間事業として平地区間の竹崎駅までが、翌年に独立山区間も着工された。河合の構想がついに結実するかにみえたが、平地区間で工事費の大半を費やしてしまった藤田組に残り区間を完工させる財務的余裕がなくなった。1908年、藤田組は事業継続を断念した。同年に台湾総督府鉄道の縦貫線が全通したがそれに接続することも間に合わなかった。総督府内でも河合の理念は理想が高すぎると好まれておらず、長谷川の速成主義もあって河合の発言力も低下していく。
しかし藤田組が撤退して2年後、日本から林務官僚が多数視察に訪れ、同行していた殖産局長が、このまま未完成で放っておくのを惜しんで肝煎りで事業が再始動した。再度帝国議会に諮られ、無事通過を果たした。1910年に工事が再開した。1912年に阿里山線を（二万坪駅まで）開通させると、翌々年には沼の平の阿里山駅（現沼平駅）まで全通した。
河合は短距離で高度は稼げるが運行時のリスクが大きい中腹部から山頂部の「之」の字型スイッチバックの採用には消極的だった。コストはかかるものの、登山鉄道の永続的な経営のためにもっと斜度の緩い迂回ルートで距離を稼ぐことを理想としていたが総督府内での影響力低下でそれも敵わなかった。そのスイッチバック区間では1914年に転覆事故が起きており、河合の愛弟子である進藤熊之助が殉職した。河合はこれに多大なショックを受けた。（2003年にも同様の重大事故が起きていて、河合の危惧は的中してしまう結果となった。）
全線開通後の森林伐採と植林による資源保護も指導を行い、開通後に総督府は森林開発を加速するようになった。第一次世界大戦の勃発などで台湾の木材輸出は旺盛であり、貴重なタイワンヒノキやベニヒが続々と切り倒されるのを目の当たりにし、河合は過度の開発に加担してしまったことを後悔するようになった。1926年（大正15年）に教授職を退官、哲学研究に没頭した。
1931年東京の自宅で永眠。享年67歳。墓所は多磨霊園。その後門下生たちが阿里山に河合の記念碑を建立した。記念碑の文字は1933年、友人の京都帝国大学教授の哲学者西田幾多郎のものとされている。

### その他
河合が阿里山地区の探索に成功したことで付近の河川が「河合渓」（現在の阿里山渓）と命名された。
1906年に藤田組の工事関係で森林調査に赴いた際、石鼓盤渓までの道中で材木のことを一心不乱に考えていた河合は夜間に大きな岩石で横になって仮眠を取ろうとした。山頂から顔を覗かせる明月が見え、樹齢1000年の古木が立っていた。そして大自然の偉大さと絶景に我を忘れてしまうほどだったという。その後日本へ戻り、1918年に同じ場所を再訪したときには開発のために風景が一変していた。そのときの感傷的な気分を表した詩を残した。
後年、「眠於月下」は「眠月」という地名の由来となり、そこを通る鉄道も眠月線と命名されることになった。
後藤は河合を助けることができなかったが、河合案を諦めたわけではなく別のところで実現させる機を窺っていた。1909年に九州でループ線の肥薩線が完工、後藤は当時の鉄道院総裁だった。そして河合の発想から生まれた建設ノウハウは後続の森林鉄道路線（太平山森林鉄路や羅東森林鉄路、嵐山森林鉄路）の建設時に生かされることになる。
戦後、台湾でも再評価されるようになり、烏山頭ダム建設に従事した八田與一に匹敵するとまで言う者もいる。

## 栄典
- 正四位勲二等 - 1923年（大正12年）12月28日[10]

## 著書
- 測量学 正篇（1895年）
- 本邦産重要濶葉樹木材識別法（1901年）
- 実用森林利用学（1908年）